# Karolína Kurková
Karolína Kurková (* 28. února 1984 Děčín) je česko-americká supermodelka a příležitostná herečka. Je nejslavnější a nejúspěšnější českou topmodelkou nového milénia. V modelingu se proslavila na začátku 21. století, v 16 letech předváděla svou první přehlídku pro Victoria's Secret a stala se tváří mnoha známých značek a kampaní. Objevila se na desítkách obálek prestižních časopisů a v kalendáři Pirelli a patří mezi nejlépe placené modelky na světě. S manželem a třemi dětmi žije v Miami na Floridě.

## Počátky
Karolína Kurková se narodila v Děčíně do rodiny českého basketbalisty Josefa Kurky, matka je Slovenka. V mládí se jí posmívali kvůli její výšce, měří 180 cm. V patnácti letech začala s modelingovou kariérou poté, co kamarádka poslala její fotografie do jedné pražské agentury. Opustila studium na osmiletém gymnáziu a odjela fotit do Milána, kde později podepsala smlouvu s firmou Prada. V září 1999 se objevila v americké verzi časopisu Vogue. V sedmnácti letech se odstěhovala do New Yorku a v únoru 2001 se stala  nejmladší modelkou, která se objevila na titulní straně tohoto časopisu.

## Kariéra modelky
V New Yorku zpočátku předváděla modely pro různé věhlasné módní firmy, ke kterým patří Tommy Hilfiger, Valentino, Louis Vuitton, John Galliano, Chanel, Christian Dior, Hugo Boss, Versace, H&M a další věhlasné firmy. V roce 2002 byla na předávání cen VH1/Vogue Fashion Awards vyhlášena modelkou roku mimo jiné i kvůli své pracovní morálce, neboť pracovala nepřetržitě 23 týdnů. V roce 2006 působila jako andílek nejznámější módní show Viktoria’s Secret a díky tomu získala v roce 2007 hvězdu na hollywoodském chodníku slávy. Na newyorské přehlídce Viktoria’s Secret předváděla exkluzivní podprsenku s pravými 800-karátovými diamanty v ceně šesti milionů dolarů.

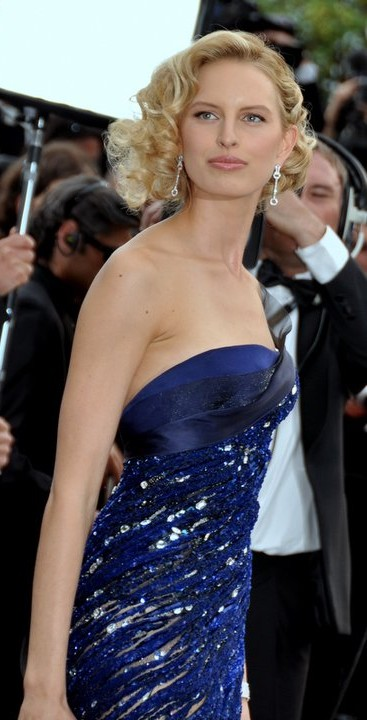
Karolína Kurková v Cannes v roce 2011

Pro svou fotogeničnost, pohotovost a ochotu na sobě tvrdě pracovat se stala vyhledávanou modelkou a pracovala s nejlepšími světovými fotografy, jako Steven Klein, Patrick Demarchelier či Mario Testino. Stala se tváří značek Viktoria’s Secret, Yves Saint-Laurent  a Mango a fotila pro slavný umělecký kalendář Pirelli (2003, 2004 a 2014).
V roce 2004 byla velvyslankyní karlovarského filmového festivalu a americký časopis People ji zařadil mezi padesátku nejkrásnějších lidí světa. Podle časopisu Forbes patřila v roce 2007 mezi šest nejlépe placených modelek na světě. V listopadu 2008 ji americký televizní kanál E! zvolil jako nejvíce sexy ženu světa. V hlasování porazila osobnosti jako jsou Angelina Jolie, Scarlett Johanssonová, Gisele Bündchenová, Heidi Klumová nebo Adriana Lima. 
Kurková se objevila na více než 50 obálkách mezinárodních časopisů Vogue, včetně francouzského, italského, britského, německého, ruského, řeckého a korejského vydání, a také v mezinárodních vydáních časopisů Elle a Vanity Fair. V září 2018 byla její tvář na obálce prvního čísla česko-slovenské verze časopisu Vogue.

## Kariéra herečky
Poprvé se ve filmu objevila v roce 2007, ve snímku My Sexiest Year s Harvey Keitelem a Amber Valettou. V roce 2009 hrála ve filmu G. I. Joe s Dennisem Quaidem a Channingem Tatumem.
V roce 2008 se zúčastnila předávání cen Akademie country hudby, když společně s Dwightem Yoakamem předávala cenu pro nejlepší ženskou zpěvačku, kterou získala Carrie Underwoodová. Kromě toho také sama zpívá a věnuje se moderování. Jako poradkyně se účastnila americké reality show pro nadějné modelky The Face (Tvář).

## Další aktivity
Vytvořila vlastní značku parfému Bohemian Glamour, který představila v roce 2013 v Praze. Název parfému sama překládá jako Český půvab. S pediatry a zdravotnickými pracovníky spolupracovala na založení řady bylinných produktů pro péči o děti Gryph a IvyRose. Spolupracuje s výrobcem kočárků Cybex českého rodáka Martina Poše. Pro společnost navrhla kolekci kočárku, nosítek, sedačky, fusaku a tašky na pleny. Spolupracovala také na kolekci osvětlení pro českou společnost Lasvit.

## Osobní život
Se svým manželem filmovým producentem Archiem Drurym se Karolína Kurková seznámila v roce 2008. O rok později ji požádal v Jihoafrické republice na vrcholu Stolové hory o ruku. Dne 29. října 2009 se jí narodil syn Tobin Jack Drury, v listopadu 2015 další syn Noah Lee Drury a v roce 2021 se jí narodila dcera Luna Grace Drury.
Ve svých 24 letech trpěla Karolína Kurková hypotyreózou, která způsobila nárůst její váhy o 16,5 kilogramů a předčasnou menopauzu.
Mezi její koníčky patří malování a sport, ráda vaří a miluje českou kuchyni. Má americké občanství a dvanáct let bydlela v newyorské části Tribeca s výhledem na Madison Square Garden. Pak hledali s manželem místo, které by bylo přátelské pro rodinu a kde by se dalo vyrazit do přírody, a v roce 2012 se usadili na Floridě na soukromém miamském ostrově Fischer.

## Dobročinnost
Kurková se kromě modelingu a herectví věnuje také podpoře českých i zahraničních charitativních organizací. Podporuje americkou neziskovou organizaci Women Together (Ženy společně) a Nadaci Terezy Maxové dětem. V březnu 2006 obdržela za svou charitativní činnost pro organizace Beautiful Life Fund, Free Arts a Global Youth Action Network cenu organizace Women Together.